# 二氟化氙
二氟化氙（化学式：XeF2）是最稳定的氙化合物之一，可长期处放在镍制容器中或干燥的石英和玻璃器皿中而不发生变化。同其他氟化氙相比较，二氟化氙是一种温和的氧化剂和氟化剂，可生成多种氙化合物。和大部分共价无机氟化物一样，二氟化氙对水敏感。 它遇到 水蒸气或光时会分解，不过收藏在容器内就没问题。  二氟化氙是一种密度大的白色晶体。
它具有令人恶心的气味，并且蒸汽压低。 

## 结构
二氟化氙是一种线形分子。二氟化氙蒸汽的 Xe–F 键长为 197.73±0.15 pm ，固态下则是 200 pm 。固体XeF
2中的堆积排列表明，相邻分子的氟原子避开了每个XeF
2分子的赤道区域。 这与VSEPR理论的预测一致，该理论预测氙原子的赤道区域周围有3对非键合电子。 
在高压下，可以获得新颖的非分子形式的二氟化氙。 在 ~50 GPa的压强下，XeF
2 转换成一个半导体，由XeF
4 单元组成一个二维的晶体，就像石墨。在更高压力下，超过 70 GPa，它变成金属性，含有XeF
8 单元的三维结构。 但是，最近的理论研究对这些实验结果产生了怀疑。 
Xe–F 键较弱。  XeF2 的总键能为267.8 kJ/mol (64.0 kcal/mol)第一和第二键能分别为184.1 kJ/mol (44.0 kcal/mol) 和 83.68 kJ/mol (20.00 kcal/mol)。但是，XeF2比KrF2强得多，后者的总键能仅为92.05 kJ/mol (22.00 kcal/mol) ，是XeF2的三分之一。

## 物理性质
二氟化氙是一种无色固体，在室温下容易升华而形成大的透明晶体。二氟化氙蒸气是无色的，具有类似卤素的气味
二氟化氙易溶于BrF
5、BrF
3、无水氟化氢、 乙腈、NOF·3HF和五氟化碘中，并不发生电离。二氟化氙在氟化氢里的溶解度很高，29.95 °C 下的溶解度为 167 g 每 100 g HF 。固体二氟化氙晶体属于体心四方晶系，a=431.5pm，c=699.0pm，键长约为200pm。二氟化氙气态时是一种直线型的分子，对称群为D∞h，键长比固态略短，为197.7pm，其中的Xe-F键具有一定离子键的性质，这可以用三中心四电子键来解释。

## 化学性质

### 基本反应
- 与氢气反应定量地放出氙和生成氟化氢，通常用这个反应来分析二氟化氙。

{\displaystyle {\rm {\ XeF_{2}+H_{2}{\xrightarrow {673K}}Xe+2HF}}}
- 与氟气反应：XeF2可进一步与单质氟反应生成XeF4和XeF6。

{\displaystyle {\rm {\ XeF_{2}+F_{2}{\xrightarrow {473K}}XeF_{4}}}}
{\displaystyle {\rm {\ XeF_{4}+F_{2}{\xrightarrow {673K}}XeF_{6}}}}
O2F2也可以将XeF2进一步氟化成为XeF4和XeF6。
- 与水反应，中间产物可能有XeO自由基、H2O2、XeF+等。

{\displaystyle {\rm {\ 2XeF_{2}+2H_{2}O\rightarrow 2Xe+O_{2}+4HF}}}
- 与碱反应：

{\displaystyle {\rm {\ 2XeF_{2}+4OH^{-}\rightarrow 2Xe+O_{2}+4F^{-}+2H_{2}O}}}
- 与双氧水反应，中间产物有自由基O、OH、XeF，以及HO2。

{\displaystyle {\rm {\ 2XeF_{2}+H_{2}O_{2}\rightarrow Xe+O_{2}+2HF}}}

### 同无机物的反应

#### 不生成氙化合物
二氟化氙是一种具有氧化性的氟化剂，往往会同时发生氧化和氟化反应。二氟化氙被还原时放出氙，但不生成氙化合物。作为氟化剂来说，无论从热力学还是动力学的观点，二氟化氙的氟化本领不如单质氟或某些氟化物，显示出有一定的钝性：
ClF5 > BrF5 > IF7 > ClF > BrF3 > XeF2 > IF5 > BrF
也正因为如此，用二氟化氙作氟化剂比较安全和操作方便。
此外，二氟化氙在反应后，氙一般不会进入到产物中，释出的氙可以循环使用，所以它是一种很好的氟化剂。它可以氟化许多无机化合物，并且是一种选择性很好的无机物氟化剂。二氟化氙只有在气相和非水溶液中才具有氟化性质，在水溶液中它只能起氧化剂的作用。

#### 生成氙化合物
二氟化氙中的氟可被电负性较强的基团取代，生成氟化氙的衍生物。这是目前制取氙化合物的重要途径之一。
| 反应物HA  | 生成的氙化合物                 | 生成的氙化合物                   |
| 反应物HA  | 一取代物 FXeA                  | 二取代物 XeA2                    |
| --------- | ------------------------------ | -------------------------------- |
| HOSO2F    | FXeOSO2F 无色固体              | Xe(OSO2F)2 灰黄色固体            |
| HOClO3    | FXeOClO3 无色物（熔点16.5 °C） | Xe(OClO3)2 >0 °C为红色液体并分解 |
| HOTeF5    | FXeOTeF5 灰黄色液体            | Xe(OTeF5)2 无色固体              |
| HOSeF5    | FXeOSeF5 浅黄色液体            | Xe(OSeF5)2 晶体                  |
| HOSO2CF3  | FXeOSO2CF3 <0 °C为无色固体     | /                                |
| HOSO2CH3  | FXeOSO2CH3 <0 °C为无色固体     | /                                |
| 无水HNO3  | FXeNO3 红棕色                  | Xe(NO3)2 红棕色                  |
| HOPOF2    | FXeOPOF2 灰黄色固体            | Xe(OPOF2)2 灰黄色固体            |
| HN(SO2F)2 | FXeN(SO2F)2                    | /                                |

反应通式为：
XeF2 + HA → FXeA + HF
FXeA + HA → XeA2 + HF
其中HA是反应物，A是电负性较强的基团。
这些氙化合物的稳定性都不如二氟化氙，并且同水反应生成氙、氧和相应的酸。只有HOTeF5和HOSeF5形成的化合物较稳定，在100℃以上才开始分解。Xe(OTeF5)2与水反应很慢，但在碱性溶液反应剧烈。值得一提的是，核磁共振和拉曼光谱证实，FXeN(SO2F)2含有Xe-N键。FXeOSO2F一端与氟原子相连，另一端与氟磺酸基团中的氧相连。

### 同有机物的反应
有机化合物的氟化是近代化学的重要课题。用单质氟作氟化剂，由于技术和安全方面的困难，受到很大限制，反应剧烈不易控制，可引起有机化合物的断链，或者一直进行到生成全氟化合物。利用其他氟化剂，如氟化氢、某些金属氟化物、卤素氟化物，虽然也可以同有机化合物发生氟化取代反应，但反应物的产率一般都较低，选择性也较差。四氟化氙和六氟化氙同水易生成具有爆炸性的三氧化氙，而且六氟化氙的氟化-氧化性质太强，可引起有机物的断链。唯独二氟化氙的氟化性比较温和，又比较稳定，操作比较安全，而且反应物的产率和氟化选择性也都比较好。

#### 非环化合物
用二氟化氙作氟化剂可以使烯烃的氟化反应得到一定的改善。气相氟化反应在室温下按下式进行：
二氟化氙能溶于乙腈中，在室温下只是单纯溶解，不发生化学反应；当升高温度到乙腈的沸点时，二氟化氙就对乙腈发生氟化。二氟化氙能溶于五氟化溴、氟化氢、五氟化碘、二氧化硫等之中，起初也不发生化学反应，但只要有痕量的路易斯酸存在时，二氟化氙就会同这些溶剂发生氟化-氧化反应。对于路易斯酸在这里所起的作用，有人提出如下解释：二氟化氙溶解在这些溶剂里呈分子状态，没有发生电离；当加入路易斯酸时，二氟化氙电离而产生XeF+：
XeF2 + A(Lewis酸) → XeF+ + AF−
2XeF2 + A(Lewis酸) → Xe2F3+ + AF−
XeF+和Xe2F3+的反应能力比二氟化氙强得多，所以在二氟化氙的乙腈溶液中只要有痕量的路易斯酸（如三氟化溴、五氟化砷、五氟化磷或四氟化钛）存在时，二氟化氙就会同乙腈发生反应而放出氙。
氟代硅烷是有实际意义的化合物。二氟化氙对硅烷（以乙腈为溶剂）的氟化有以下规律：含Si-Cl键的硅烷同二氟化氙反应时只需几分钟，就能完成氟同氯之间的交换反应，生成氟代硅烷；但二氟化氙不同Si-C，Si-O键反应。
2(CH3)3SiCl + XeF2 → 2(CH3)3SiF (100%) + Cl2 + Xe
2(C2H5)3SiCl + XeF2 → 2(C2H5)3SiF (100%) + Cl2 + Xe
(CH3)2SiCl2 + XeF2 → (CH3)2SiF2 (100%) + Cl2 + Xe
二氟化氙对仅含Si-H键的硅烷不能直接发生氟化反应，但如果硅烷中同时含有Si-Cl键时，则能很快发生氟化反应。反应机理是二氟化氙首先同Si-Cl反应，释放出的氯随即将Si-H键转化为Si-Cl键。这样，二氟化氙就能将它进一步氟化成为二氟代硅烷了。
在氟化三甲基砷的时候，二氟化氙只会氟化砷原子，而不会影响甲基。
(CH
3)
3As + XeF
2 → (CH
3)
3AsF
2 + Xe

#### 碳环化合物
二氟化氙对碳环化合物具有优良的选择性氟化性能，比传统的氟化过程简便。
苯的氟化
二氟化氙对苯直接氟化制取氟苯有良好的效果，以四氯化碳为溶剂，产率为68%。反应机理为自由基反应。除氟代苯外，还生成了少量的联苯。苯的同系物甲苯、氯苯等同二氟化氙反应，也生成少量的联苯。体系的电子顺磁共振谱表明有对位R(C6H4)2R+ （R=CH3，Cl，F，F-C6H4-C6H4-）自由基存在。二氟化氙可将电极电势较高的化合物变为阳离子自由基，起到R(C6H4)2R+自由基生成剂的作用，有很重要的实际意义。
含苯氧基的化合物
含苯氧基（C7H7O）的氟化合物是有价值的药物，用传统的氟化方法合成流程较长。利用二氟化氙的选择性氟化性能，直接对苯环进行氟化，只需一步反应就可完成，例如：
C6H5OCH3 + XeF2 -(CH2Cl2)→ C6H4(OCH3)F (71%)
稠环烃
二氟化氙可用于合成很多稠环烃的氟化物，如1,4-二氟代萘以及与蒽、芘反应的产物。

#### 杂环化合物
5-氟代尿嘧啶（5-Fu, Fluorouracil）是一种有价值的药物，可用来抗癌。在生物化学方面，它是同核酸有关的一类化合物。在室温下尿嘧啶可以被二氟化氙一步直接氟化成为5-氟代尿嘧啶。

## 合成方法
合成二氟化氙的方法有：
- 单质合成：条件可以是加热、光合成、放电、电子束照射、γ-辐射或以氧或空气为载气反应，将装有单质混合物的透明容器于阳光下曝晒便可合成。反应产物是固体。整个合成过程必须保持氙过量，否则会有过多的副产物四氟化氙影响纯度。通过分馏或使用真空管线的选择性缩合可将其纯化。 [12]：

Xe + F2 → XeF2
在 1965年，人们发现氙和二氟化二氧反应会产生二氟化氙。
Xe + O2F2 → XeF2 + O2
- 其他氟化物氟化，可用的氟化试剂有四氟化碳、四氟化硅、五氟化铬、二氟二氯甲烷、次氟酸三氟甲酯(CF3OF)、二氟化二氧、二氟化二氮及氟磺酸氟等。

Xe + 2CF4 -放电→ XeF2 + C2F6
Xe + 2SiF4 -放电→ XeF2 + Si2F6
Xe + CrF5 → XeF2 + CrF3
2 Xe + 2 CF2Cl2 → 2 XeF2 + C2Cl4（通过放电管）
Xe + CF3OF → XeF2 + COF2（250atm，500K）
Xe + FSO3F → XeF2 +SO3（150atm，450K）
N2F2 + Xe → Xe的氟化物的混合物+ N2（80-150°C）
- 四氟化氙与氙发生归中反应：

XeF4 + Xe -(高压)→ 2XeF2

## 报告
XeF2的第一个公开报告是在1962年10月由Chernick等人撰写的。   但是，尽管较晚发布，   XeF2 最早是由明斯特大学的Rudolf Hoppe于1962年初通过使氟气和氙气的混合物在放电中反应而发现的。  这些报告发表后不久，阿贡国家实验室的Weeks，Cherwick和Matheson报告了使用具有透明氧化铝窗口的全镍系统合成XeF2的过程，在紫外线源照射下，氙和氟气在低压下反应，得到XeF2。   Williamson 报道说，该反应在干燥的派热克斯玻璃灯泡中，标准大气压下，以太阳光为紫外线源，反应过程同样良好。他注意到即使在阴天，也可以进行二氟化氙的合成。 
在先前的合成中，会有纯化氟气以除去氟化氢的步骤。 Šmalc和Lutar发现，如果跳过此步骤，反应速率将以原始速率的四倍进行。 

## 扩展阅读
- Greenwood, Norman Neill; Earnshaw, Alan.  2nd. Butterworth-Heinemann. 1997: 894. ISBN 978-0-7506-3365-9.